# Houdain-lez-Bavay
Pour l’article homonyme, voir Houdain.
Houdain-lez-Bavay est une commune française située dans le département du Nord (59), en région Hauts-de-France.

## Géographie

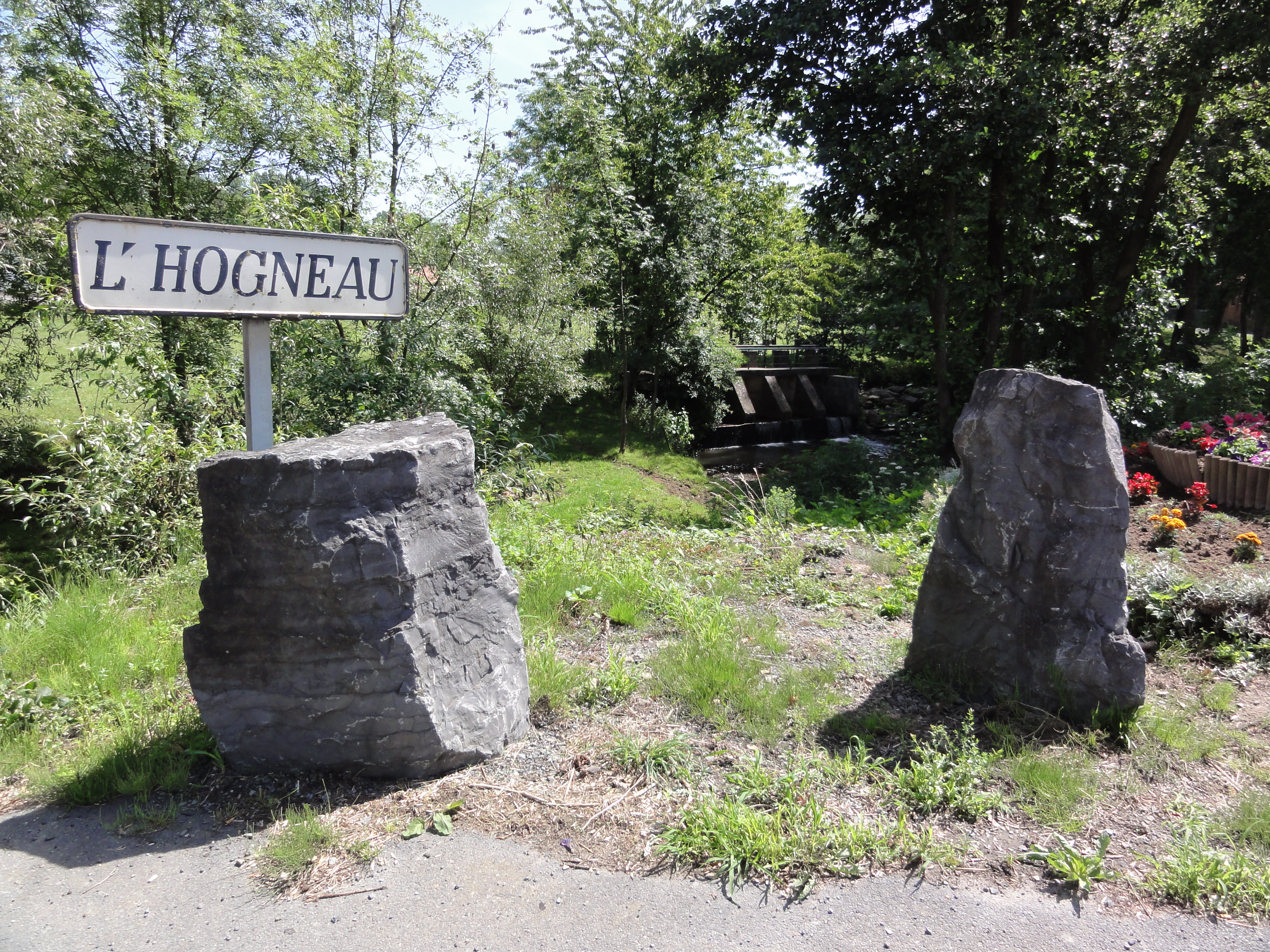
L'Hogneau à Houdain-lez-Bavay.

La commune de Houdain-lez-Bavay, qui est traversée par la rivière l'Hogneau, se situe juste au nord de Bavay. Elle comprend les hameaux de Ruinse, la Belle-Vue, Eugnies et le Rotteleux.

### Communes limitrophes
| Gussignies  |                   |                    |
| Bellignies  | Houdain-lez-Bavay | Hon-Hergies        |
| Saint-Waast | Bavay             | Taisnières-sur-Hon |

### Hydrographie

#### Réseau hydrographique
La commune est située dans le bassin Artois-Picardie. Elle est drainée par l'Hogneau, la petite honnelle, le Rotteleux, le ruisseau de Braquemart, le ruisseau des Marnières,,.
L'Hogneau, d'une longueur de 38 km, prend sa source dans la commune de La Longueville et se jette  dans le canal de Mons à Thivencelle, après avoir traversé neuf communes en France et une partie en Belgique. Les caractéristiques hydrologiques de l'Hogneau sont données par la station hydrologique située sur la commune. Le débit moyen mensuel est de 0,778 m3/s. Le débit moyen journalier maximum est de 15,613 janvier 201 137,8 m3/s, atteint le 23 juillet 2016.

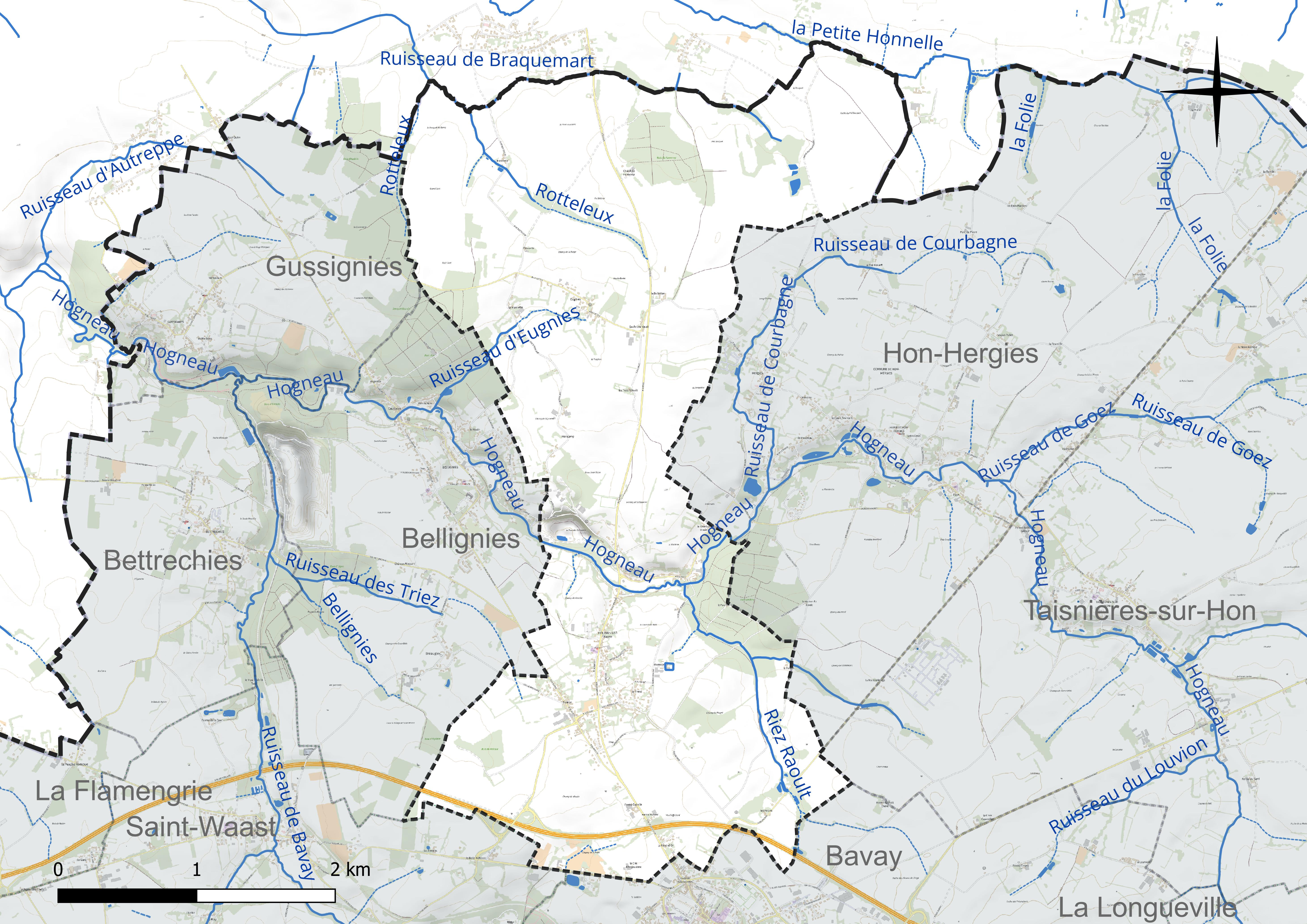
Réseau hydrographique d'Houdain-lez-Bavay.

#### Gestion et qualité des eaux
Le territoire communal est couvert par le schéma d'aménagement et de gestion des eaux (SAGE) « Escaut ». Ce document de planification concerne un territoire de 2 005 km2 de superficie, délimité par le bassin versant de l'Escaut. Le périmètre a été arrêté le 9 juin 2006 et le SAGE proprement dit a été approuvé le 13 juillet 2021. La structure porteuse de l'élaboration et de la mise en œuvre est le syndicat mixte Escaut et Affluents (SyMEA). 
La qualité des cours d'eau peut être consultée sur un site dédié géré par les agences de l'eau et l'Agence française pour la biodiversité. 

### Climat
Pour des articles plus généraux, voir Climat des Hauts-de-France et Climat du Nord.
En 2010, le climat de la commune est de type climat des marges montargnardes, selon une étude du CNRS s'appuyant sur une série de données couvrant la période 1971-2000. En 2020, Météo-France publie une typologie des climats de la France métropolitaine dans laquelle la commune est exposée à un climat océanique altéré et est dans la région climatique  Nord-est du bassin Parisien, caractérisée par un ensoleillement médiocre, une pluviométrie moyenne régulièrement répartie au cours de l'année et un hiver froid (3 °C). 
Pour la période 1971-2000, la température annuelle moyenne est de 9,9 °C, avec une amplitude thermique annuelle de 15 °C. Le cumul annuel moyen de précipitations est de 837 mm, avec 12,3 jours de précipitations en janvier et 9,9 jours en juillet. Pour la période 1991-2020, la température moyenne annuelle observée sur la station météorologique la plus proche, située sur la commune de Valenciennes à 19 km à vol d'oiseau, est de 11,0 °C et le cumul annuel moyen de précipitations est de 694,1 mm,. Pour l'avenir, les paramètres climatiques de la commune estimés pour 2050 selon différents scénarios d'émission de gaz à effet de serre sont consultables sur un site dédié publié par Météo-France en novembre 2022.

## Urbanisme

### Typologie
Au 1er janvier 2024, Houdain-lez-Bavay est catégorisée commune rurale à habitat dispersé, selon la nouvelle grille communale de densité à sept niveaux définie par l'Insee en 2022.
Elle appartient à l'unité urbaine de Bavay, une agglomération intra-départementale regroupant trois  communes, dont elle est une commune de la banlieue,,. Par ailleurs la commune fait partie de l'aire d'attraction de Maubeuge (partie française), dont elle est une commune de la couronne,. Cette aire, qui regroupe 65 communes, est catégorisée dans les aires de 50 000 à moins de 200 000 habitants,.

### Occupation des sols
L'occupation des sols de la commune, telle qu'elle ressort de la base de données européenne d'occupation biophysique des sols Corine Land Cover (CLC), est marquée par l'importance des territoires agricoles (87,8 % en 2018), une proportion sensiblement équivalente à celle de 1990 (87,9 %). La répartition détaillée en 2018 est la suivante : 
terres arables (49 %), prairies (29,4 %), zones agricoles hétérogènes (9,4 %), zones urbanisées (6,4 %), forêts (5,8 %). L'évolution de l'occupation des sols de la commune et de ses infrastructures peut être observée sur les différentes représentations cartographiques du territoire : la carte de Cassini (XVIIIe siècle), la carte d'état-major (1820-1866) et les cartes ou photos aériennes de l'IGN pour la période actuelle (1950 à aujourd'hui).

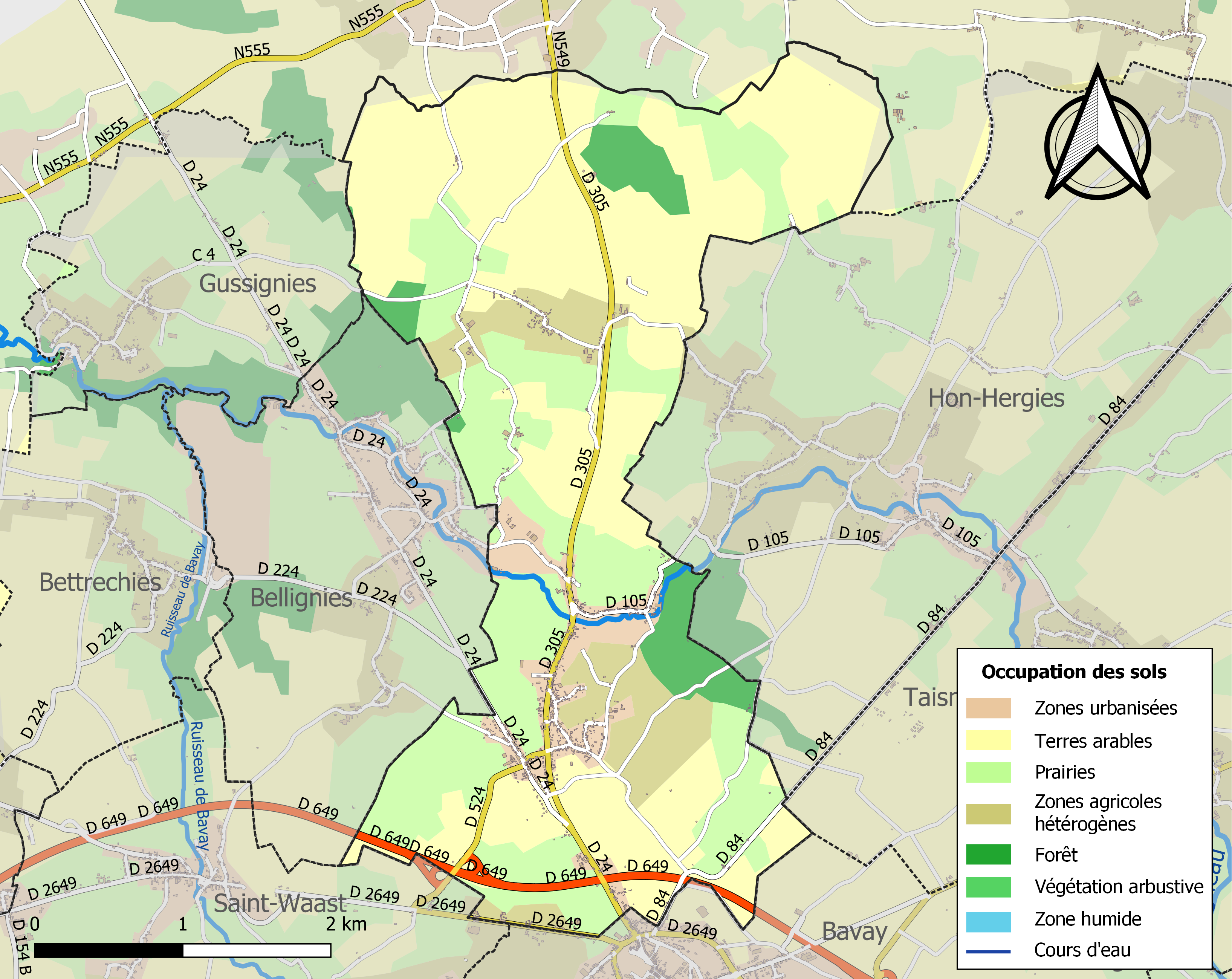
Carte des infrastructures et de l'occupation des sols de la commune en 2018 (CLC).

## Toponymie
Hosden (1107), Hosdeng (1211), Housdang (1213), Houdain-lez-Bavay (1933).

## Politique et administration
Maire de 1802 à 1807 : Nicolas Toilliez,.

Maire en 1939 : Dewitte.
| Identité                                  | Période     | Période  | Durée                     | Étiquette |
| Identité                                  | Début       | Fin      | Durée                     | Étiquette |
| ----------------------------------------- | ----------- | -------- | ------------------------- | --------- |
| Alain Ruter (d) (né le 10 avril 1950)     | mars 1977   | mai 2020 | 43 ans et 2 mois          |           |
| Nicolas Ruter (d) (né le 17 juillet 1975) | 24 mai 2020 | En cours | 4 ans, 9 mois et 18 jours |           |

## Population et société

### Démographie

#### Évolution démographique
L'évolution du nombre d'habitants est connue à travers les recensements de la population effectués dans la commune depuis 1793. Pour les communes de moins de 10 000 habitants, une enquête de recensement portant sur toute la population est réalisée tous les cinq ans, les populations de référence des années intermédiaires étant quant à elles estimées par interpolation ou extrapolation. Pour la commune, le premier recensement exhaustif entrant dans le cadre du nouveau dispositif a été réalisé en 2005.

En 2022, la commune comptait 902 habitants, en évolution de +2,97 % par rapport à 2016 (Nord : +0,51 %, France hors Mayotte : +2,11 %).
| 1793 | 1800 | 1806 | 1821 | 1831 | 1836 | 1841 | 1846 | 1851 |
| ---- | ---- | ---- | ---- | ---- | ---- | ---- | ---- | ---- |
| 528  | 576  | 678  | 833  | 845  | 865  | 878  | 892  | 908  |

| 1856 | 1861 | 1866 | 1872 | 1876 | 1881  | 1886  | 1891  | 1896  |
| ---- | ---- | ---- | ---- | ---- | ----- | ----- | ----- | ----- |
| 916  | 904  | 949  | 946  | 980  | 1 006 | 1 065 | 1 063 | 1 078 |

| 1901  | 1906  | 1911  | 1921 | 1926  | 1931 | 1936  | 1946 | 1954 |
| ----- | ----- | ----- | ---- | ----- | ---- | ----- | ---- | ---- |
| 1 113 | 1 055 | 1 007 | 930  | 1 031 | 991  | 1 005 | 897  | 889  |

| 1962 | 1968 | 1975 | 1982 | 1990 | 1999 | 2005 | 2006 | 2010 |
| ---- | ---- | ---- | ---- | ---- | ---- | ---- | ---- | ---- |
| 861  | 887  | 817  | 802  | 890  | 911  | 855  | 849  | 868  |

| 2015 | 2020 | 2022 | - | - | - | - | - | - |
| ---- | ---- | ---- | - | - | - | - | - | - |
| 886  | 892  | 902  | - | - | - | - | - | - |

#### Pyramide des âges
La population de la commune est relativement jeune.
En 2018, le taux de personnes d'un âge inférieur à 30 ans s'élève à 34,4 %, soit en dessous de la moyenne départementale (39,5 %). À l'inverse, le taux de personnes d'âge supérieur à 60 ans est de 24,8 % la même année, alors qu'il est de 22,5 % au niveau départemental.
En 2018, la commune comptait 431 hommes pour 450 femmes, soit un taux de 51,08 % de femmes, légèrement inférieur au taux départemental (51,77 %).
Les pyramides des âges de la commune et du département s'établissent comme suit.
| Hommes | Classe d’âge | Femmes |
| ------ | ------------ | ------ |
| 0,2    | 90 ou +      | 0,2    |
| 4,4    | 75-89 ans    | 5,7    |
| 20,2   | 60-74 ans    | 18,9   |
| 22,0   | 45-59 ans    | 22,4   |
| 17,9   | 30-44 ans    | 19,3   |
| 15,8   | 15-29 ans    | 12,7   |
| 19,5   | 0-14 ans     | 20,8   |

| Hommes | Classe d’âge | Femmes |
| ------ | ------------ | ------ |
| 0,5    | 90 ou +      | 1,4    |
| 5,3    | 75-89 ans    | 8,1    |
| 14,8   | 60-74 ans    | 16,2   |
| 19,1   | 45-59 ans    | 18,4   |
| 19,5   | 30-44 ans    | 18,7   |
| 20,7   | 15-29 ans    | 19,1   |
| 20,2   | 0-14 ans     | 18     |

## Culture locale et patrimoine

### Lieux et monuments

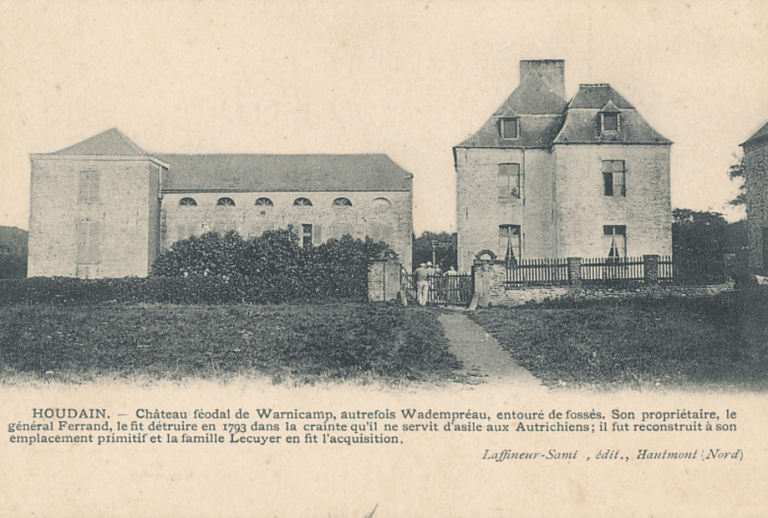
Carte postale de 1905 du Château de Warnicamp

- L'église Saint-Martin de 1782, rénovée en 2008-2010, et le presbytère de 1707, tous deux classés monuments historiques. Le monument aux morts sur l'enclos de l'église.
- Le château de Warnicamps, originellement du XIVe siècle, reconstruit vers 1700, incendié en 1793 et pendant la guerre  de 1914-1918, classé.
- La salle des fêtes de 1929, par les ingénieurs-architectes Lafitte.
- La mairie, une ferme à l'origine ; utilisée un temps comme école des filles, classée. Quatre autres maisons et fermes sont aussi classées.
- Un moulin à eau, scierie de marbre, de 1822, classée.
- L'ancienne brasserie-malterie Carlot de 1877, qui a fonctionné jusqu'à 1950, maintenant une ferme.
- Quatre chapelles, un oratoire et une niche sont répertoriés[32].
- Vestige du moulin Richard, moulin à vent du XIVe siècle.
- Le cimetière de Houdain-les-Bavay héberge la tombe de guerre du Commonwealth War Graves Commission d'un soldat tué au début de la Première Guerre mondiale, en août 1914[33].

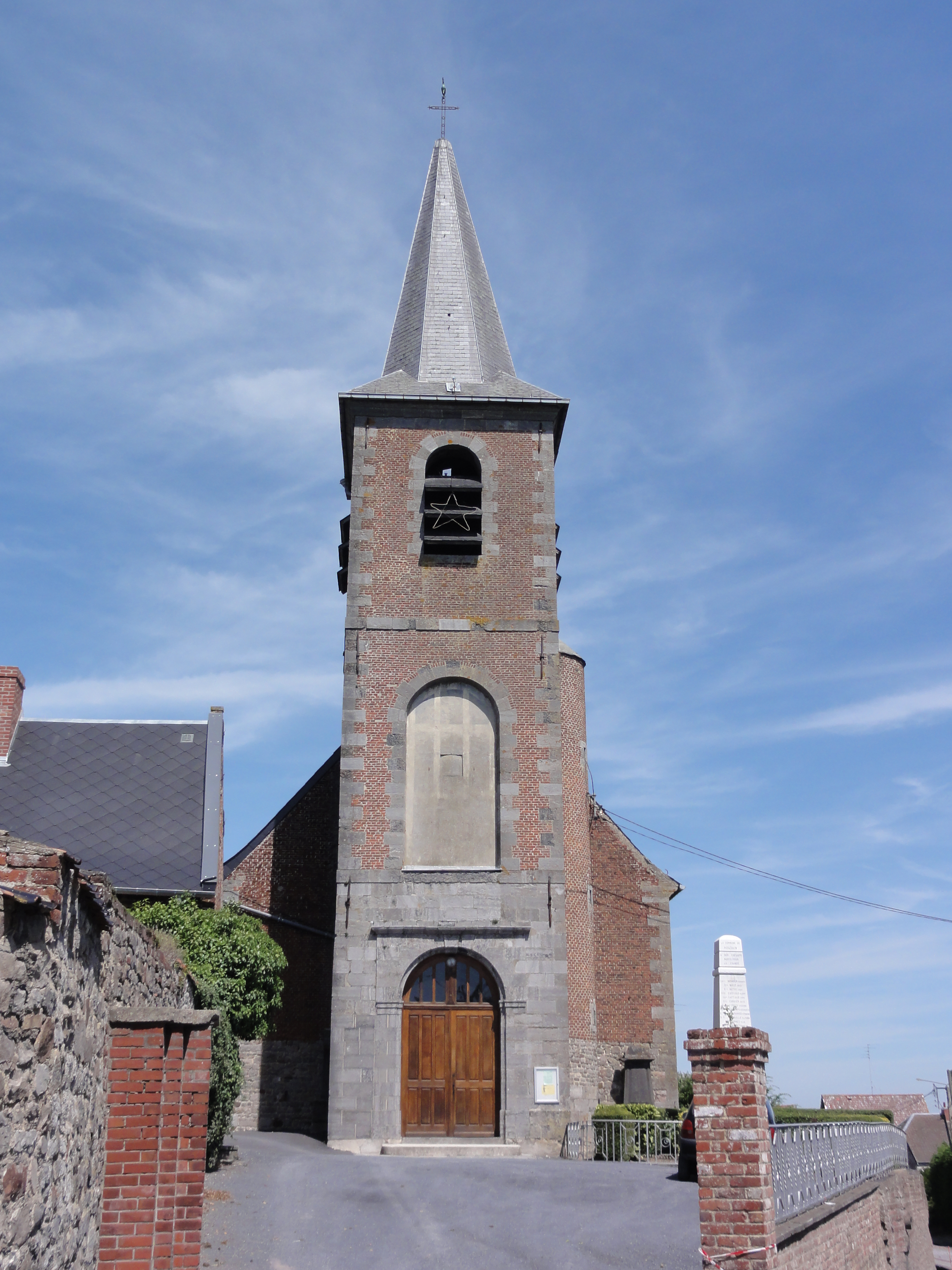
L'église Saint-Martin.
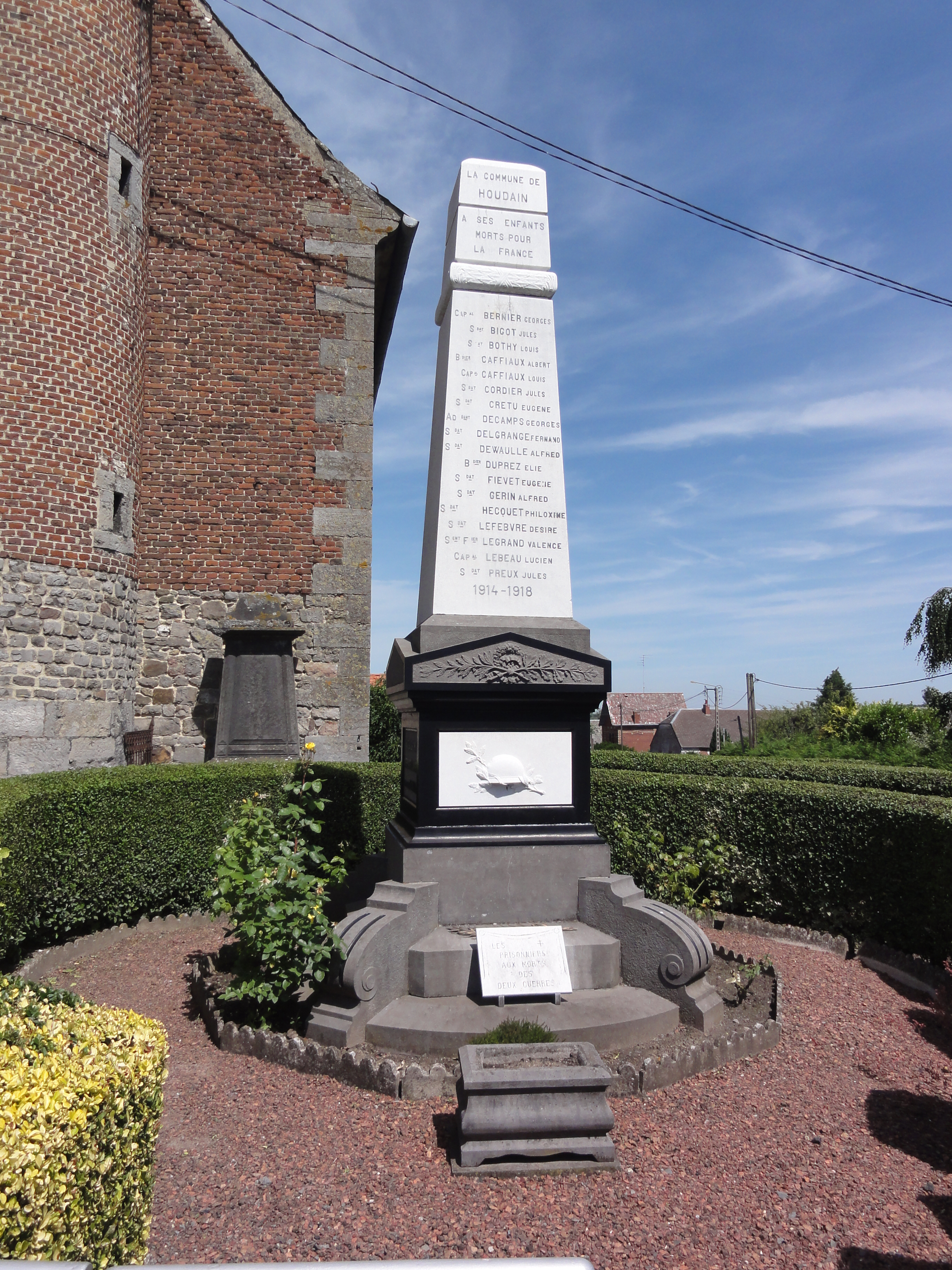
Le monument aux morts.
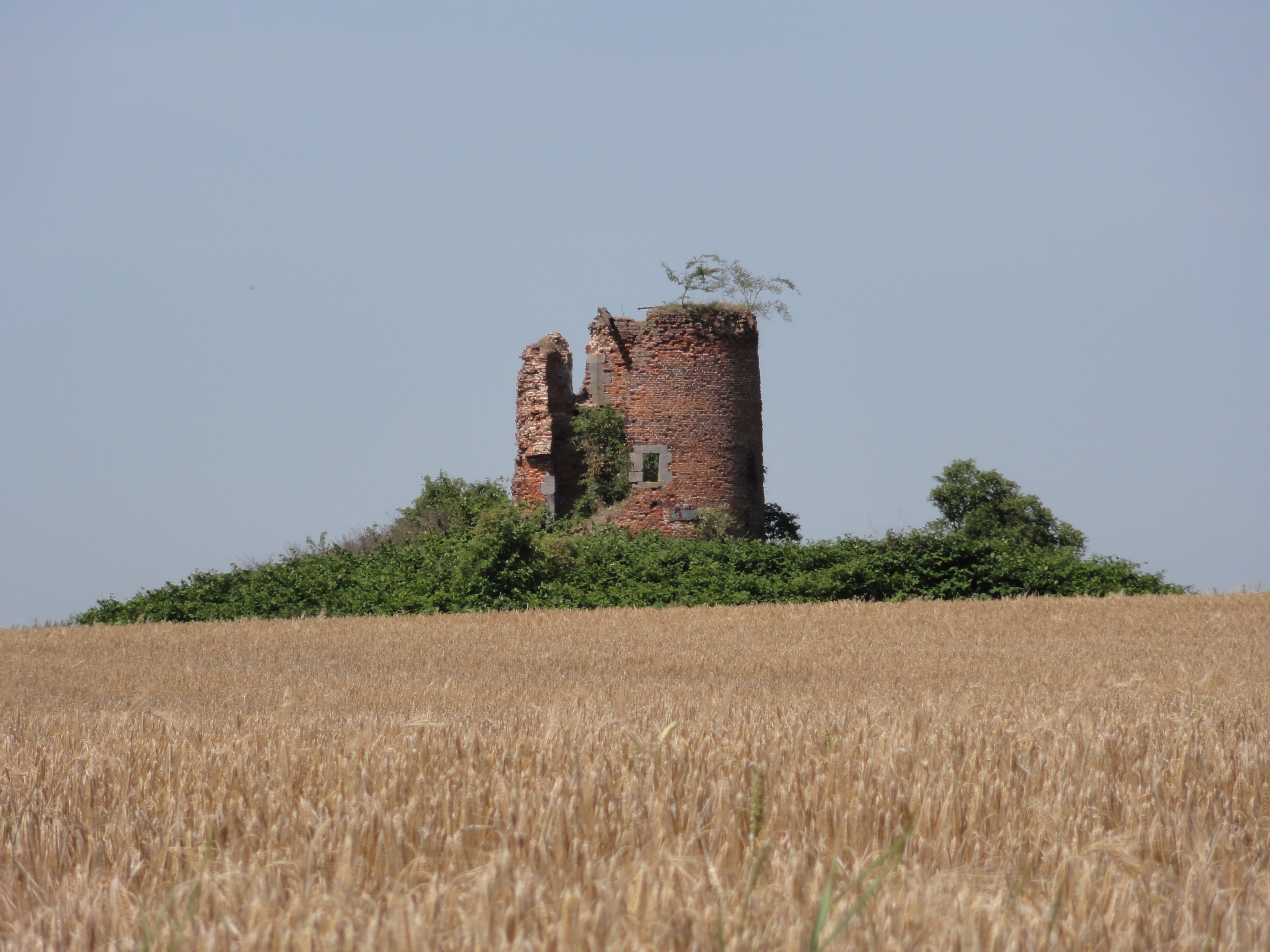
Vestige du moulin à vent.
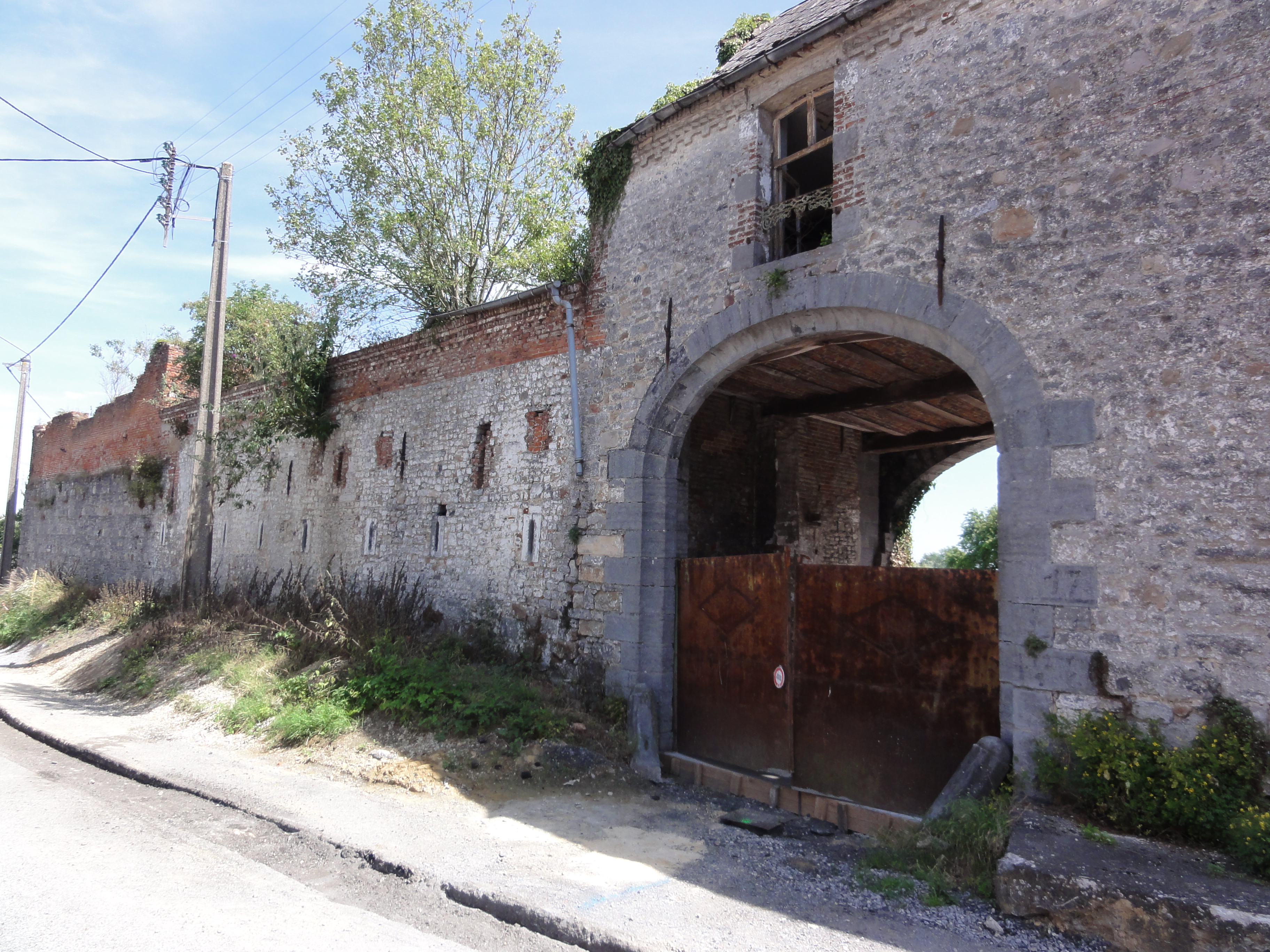
Portail et écuries de la ferme classée, 17, rue du Muguet.

### Blasonnement
|  | Les armes de Houdain-lez-Bavay se blasonnent ainsi : D'or au chef bandé de gueules et d'argent. |

### Manifestations sportives, culturelles et festivités
Créé en 2010, le duathlon des 3H est  un duathlon se courant en mars. Quatre épreuves sont organisées successivement, une pour les 6-8 ans, une pour les 9-12 ans, un XS (3 km, 9 km, 1 km) et un S (6, 18, 3 km).

## Pour approfondir